# Île Pleasant
L'île Pleasant est une île située dans le détroit Icy entre l'île Chichagof et l'Alaska du Sud-Est, au sud-est de Gustavus et au sud-ouest de Excursion Inlet.

## Description
C'est la plus grande des îles du détroit Icy, avec une superficie de 49 192 km2, elle est inhabitée, et n'est accessible que par bateau ou hydravion.
On y trouve l'ours noir, et le cerf à queue noire au milieu de la forêt primaire.
Son nom lui a été donné en 1879 par W.H. Dall, à cause de l'agréable plage qui la borde.
Avec l'Île Lemesurier et la Forêt nationale de Tongass elle fait partie du National Wilderness Preservation System.